# Vicia pyrenaica
Espèce
Vicia pyrenaica, la Vesce des Pyrénées, est une espèce de plantes à fleurs de la famille des Fabaceae et du genre Vicia. C'est une plante herbacée vivace trouvée dans les Pyrénées.

## Description
C'est une petite plante rampante (5 à 30 cm) dont les feuilles composées supérieures comptent 8 à 12 folioles, les inférieures, seulement 2 à 4. Les grandes fleurs (16 à 25 mm de long), sont rougeâtres, solitaires, disposées chacune à l'aisselle d'une feuille. Les 5 pièces florales sont séparées. La floraison a lieu de juin à septembre.

## Habitat
On trouve l'espèce sur les pelouses rocailleuses, les éboulis, les alluvions des torrents de montagne (à une altitude de 1 400 à 2 500 m).
Une espèce voisine, endémique des Pyrénées elle aussi, Vicia argentea Lapeyr., 1813 (la vesce argentée), possède des fleurs blanches striées de pourpre et des poils blancs sur les folioles qui lui donnent son aspect argenté.